# Vermilion Pass
Il Vermilion Pass a 1680 m (5510 ft) s.l.m. è un elevato valico di montagna, nelle Montagne Rocciose Canadesi, che attraversa lo spartiacque continentale. Esso mette in comunicazione il Parco nazionale di Kootenay nella provincia della Columbia Britannica con il Parco nazionale Banff nella provincia di Alberta.